# Funaria varia
Funaria varia är en bladmossart som beskrevs av Brotherus 1903. Funaria varia ingår i släktet spåmossor, och familjen Funariaceae. Inga underarter finns listade i Catalogue of Life.